# Musique inuite
 (février 2025).
La musique inuite (ou musique esquimau) fait référence à la culture musicale des Inuits, des populations répandues dans les régions circumpolaires du Canada (Nunavut, Nunavik, Nunatsiavut, Territoires du Nord-Ouest), des États-Unis (Alaska), du Groenland et de la Russie (Sibérie).
Étrangement, il n'existe pas de mot ou de concept pour le terme « musique » en langue inuktitut. Le vocable nipi décrit plutôt un phénomène sonore incluant musique, son de la voix ou bruit. Il n'existe pas non plus de musique instrumentale : les sifflets, rhombes, tambours et autres guimbardes sont uniquement destinés à l'accompagnement.

## Musique traditionnelle

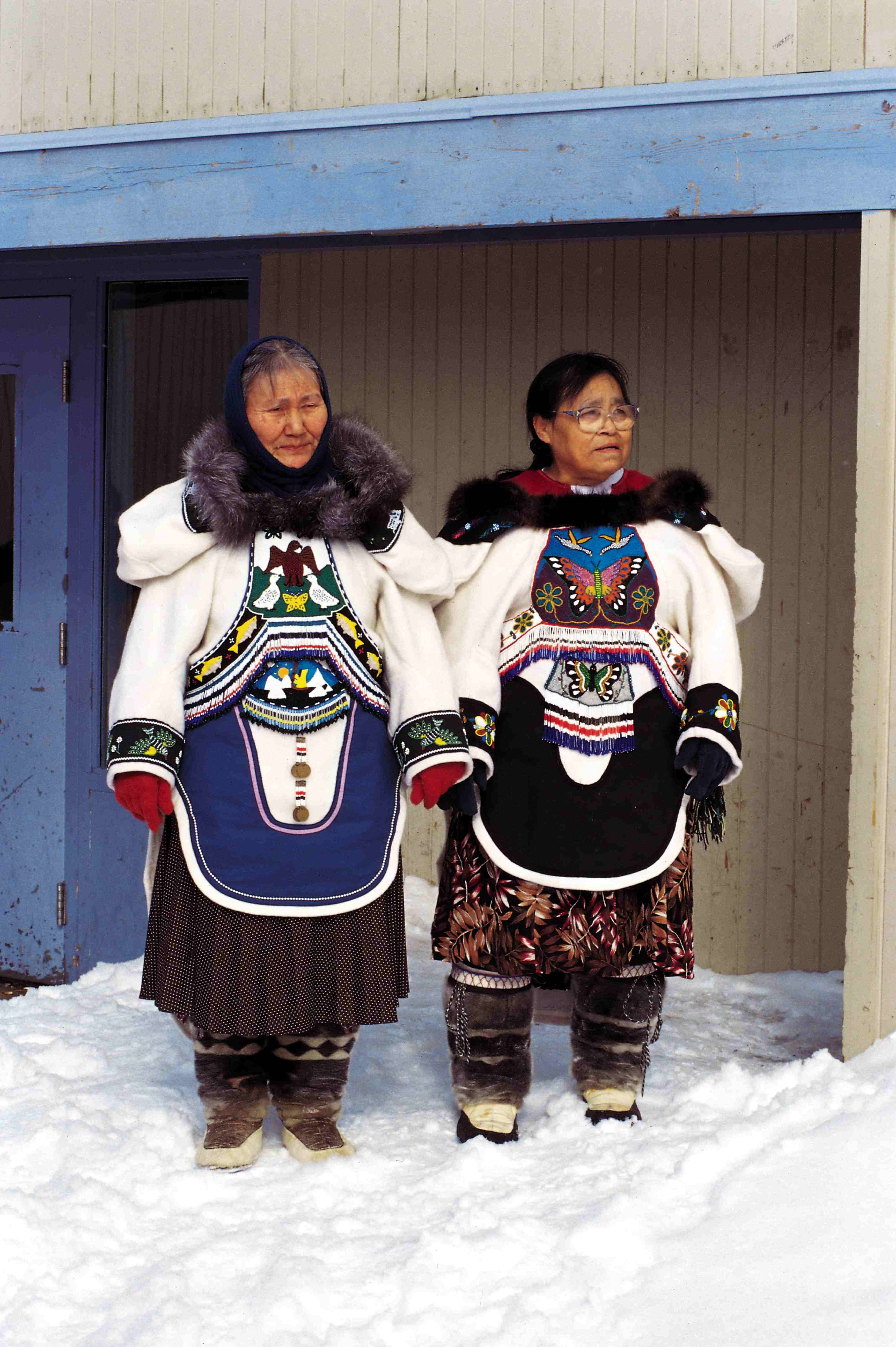
Chanteuses inuites.

La musique traditionnelle est simple et se caractérise par un chant récitatif à ambitus restreint (d'une sixte), une mélodie favorisant les tierces et une rythmique complexe. On y distingue une musique vocale katajjaq et une musique à danser, toujours accompagnées de tambours, telle qu'utilisée dans les chants et danses du tambour. Ces productions musicales sont liées au chamanisme (cérémonie pour la chasse ou le jeu) ou à des considérations pratiques (berceuses). Avant l'arrivée des Européens (surtout Écossais et Irlandais), il n'existait ni chant de travail ni chant de courtoisie ou d'agrément. Depuis, on trouve le piseq (ou piserk), un chant personnel contant la vie quotidienne ou les superstitions.
Le chant de gorge comporte diverses appellations selon les régions : katajjaq ou katadjak (Nunavik, Baffin), Iirngaaq (Nunavut), piqqusiraarniq ou pirkusirtuk (Igloulik, Baffin), Qiarvaaqtuq (Arviat), et Nipaquhiit (Nunavut).
Il consiste en une courte joute oratoire ludique entre deux femmes (pendant les longues périodes d'absences des hommes partis à la chasse), où l'une chante une forme rythmique en ménageant des espaces, tandis que l'autre l'accompagne discrètement en remplissant ces espaces, et inversement, jusqu'à ce que les deux voix se confondent, notamment par l'imitation de cris d'animaux, et que l'une des femmes s'essouffle, ou s'esclaffe. Comme elles se font face de très près, il arrive un moment où l'une des chanteuses se sert de la cavité buccale de l'autre à titre de résonateur amplificateur ; cette intimité est souvent la cause du rire final. Des tapotements de pieds accompagnent parfois les onomatopées vocales. 
C'est l'un des très rares exemples de chant diphonique féminin, et le seul sur le continent américain, pratiqué uniquement parmi les Inuites du Canada ; il ressemble au chant disparu rekkukara des Aïnous du Japon.
Ce chant est l'occasion de quelques représentations cinématographiques : The White Dawn (1974), The Snow Walker (2003), Petits Suicides entre amis (2007), et Les Simpson, le film (2007).

## Musique contemporaine
Dans les années 1960, le guitariste Charlie Panigoniak est le premier artiste moderne inuit. Susan Aglukark et Tanya Tagaq Gillis, le duo Tudjaat, les groupes Pamyua ou encore Quantum Tangle ont acquis une certaine renommée en métissant le chant de gorge à la musique pop. On notera aussi le travail de Jean Malaurie, en particulier chants et tambours inuit, de Thulé au Détroit de Béring – 70 min 43 s (Ocora C 559021, Paris, 1988).

## Instruments traditionnels
Les Instruments à cordes comprennent : kelutviaq et tautirut. Les percussions comprennent : aja, box drum, cauyuk, kilaut ou qilain, nuanarit, qilaat, sekuyar, thauyuk, et yarar.

### Sources
- Jean-Jacques Nattiez, Musicologie générale et sémiologie, 1987  (ISBN 0-691-02714-5)
- (en) Jean-Jacques Nattiez, The Rekkukara of the Ainu (Japan) and the Katajjaq of the Inuit (Canada). A Comparison, in Le Monde de la musique, volume n°25, n°2, 1983.
- (en) Bruno Nettl, Music in Primitive Culture, Harvard University Press, 1956  (ISBN 0-674-59000-7)
- (en) Glossaire asuilaak
- (en) Chant de gorge inuit
- (en) Extraits musicaux au format mp3